# Pinchas Lapide
Pinchas Lapide (28. listopadu 1922, Vídeň – 23. října 1997, Frankfurt nad Mohanem) byl židovský diplomat, teolog a religionista. Zabýval se mimo jiné křesťansko-židovskými vztahy a výzkumem Nového zákona. Byl manželem židovské teoložky Ruth Lapide.

## Životopis
Mladý Pinchas Lapide byl v roce 1938 odvlečen nacisty do koncentračního tábora, nicméně podařilo se mu z něj utéci a přes Polsko a Československo se dostal nejprve do Spojeného království a poté v roce 1940 do Palestiny.
V letech 1951–1969 působil na různých pozicích v izraelských diplomatických službách, mimo jiné na postu konzula v Miláně (1956–1958). Ve volném čase studoval judaistiku, později se jí a religionistice věnoval zcela. Studoval na Kolínské univerzitě a na Bar-Ilanově univerzitě v Ramat Ganu nedaleko Tel Avivu. Je autorem více než 35 knih přeložených do 12 jazyků. Od poloviny 70. let žil ve Frankfurtu nad Mohanem.

## Dílo
- Der Prophet von San Nicandro. Vogt, Berlin 1963, Matthias-Grünewald-Verlag, Mainz 1986. ISBN 3-7867-1249-2
- Rom und die Juden. Gerhard Hess Verlag, Ulm 1967, 1997, 2005 ISBN 3-87336-241-4
- Nach der Gottesfinsternis. Schriftenmissions-Verl., Gladbeck 1970.
- Auferstehung. Calwer, Stuttgart 1977, 1991 (6. vyd.). ISBN 3-7668-0545-2
- Die Verwendung des Hebräischen in den christlichen Religionsgemeinschaften mit besonderer Berücksichtigung des Landes Israel. Diss. Kleikamp, Köln 1971.
- Er predigte in ihren Synagogen. Mohn, Gütersloh 1980, 2004 (8. vyd.). ISBN 3-579-01400-5
- Am Scheitern hoffen lernen. Mohn, Gütersloh 1985, 1988. ISBN 3-579-01413-7
- Wer war schuld an Jesu Tod? Mohn, Gütersloh 1987, 1989, 2000 (4. vyd.). ISBN 3-579-01419-6 (Kdo byl vinen Ježíšovou smrtí?, Brno: Centrum pro studium demokracie a kultury, 1995, ISBN 80-85959-03-8)
- Ist das nicht Josephs Sohn? Jesus im heutigen Judentum. Mohn, Gütersloh 1988. ISBN 3-579-01408-0
- Ist die Bibel richtig übersetzt? 2 Bd. Mohn, Gütersloh 2004. ISBN 3-579-05460-0
- Der Jude Jesus. Patmos, Düsseldorf 1979, 2003 (3. vyd.). ISBN 3-491-69405-1
- Paulus zwischen Damaskus und Qumran. Mohn, Gütersloh 1993, 1995, 2001. ISBN 3-579-01425-0

- Osoba Pinchas Lapide ve Wikicitátech